# Deutsche Gesellschaft für Suizidprävention

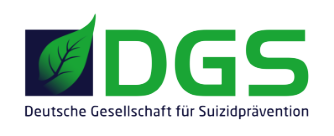
Logo der Deutschen Gesellschaft für Suizidprävention

Die Deutsche Gesellschaft für Suizidprävention – Hilfe in Lebenskrisen (DGS) ist ein Verein mit Sitz in Berlin. Die Gesellschaft versteht sich als Fachverband mit spezifischer Ausrichtung im Bereich der Suizidologie und Suizidprävention, unter deren Dach sich Institutionen und Einzelpersonen aus den verschiedensten Disziplinen zusammengeschlossen haben, welche die Ziele der DGS zu ihrer eigenen Aufgabe machen wollen.
Seit ihrer Gründung im Jahr 1972 hat sich die DGS der Aufgabe gestellt, suizidgefährdete Menschen nicht länger sich selbst und einem sie ausgrenzenden Vorurteil der Umwelt zu überlassen und nachhaltig dazu beizutragen, die Phänomene des suizidalen Verhaltens und des Suizid besser zu verstehen und realitätsgerechte Ansätze für wirksame Suizidprävention und Krisenintervention zu finden.
Wesentliche Aufgaben sind: Die Förderung von Forschung, Fortbildung und Praxis auf diesem Gebiet, die – auch internationale – Vernetzung von Erfahrungen und eine informative Öffentlichkeitsarbeit.
Um diese Ziele zu verwirklichen, werden jährlich zwei Fachtagungen organisiert, wird seit 1974 die Zeitschrift Suizidprophylaxe herausgegeben, wurden die „Leitlinien zur Organisation von Krisenintervention“ entwickelt, wird zum Aufbau neuer Einrichtungen und Arbeitskreise motiviert und anderes mehr getan.
Sie fördert ein nationales Suizid-Präventions-Programm für Deutschland, welches eine gesamtgesellschaftliche Aktivierung im Sinne der Ziele der DGS darstellt. Es kann als das umfänglichste Vorhaben auf dem Gebiet der Suizidprävention in Deutschland seit der Gründung der DGS angesehen werden.
Durch die Verleihung des Hans-Rost-Preises werden besondere Leistungen auf dem Gebiet der Suizidprävention und Krisenintervention ausgezeichnet.
Sie hat Leitlinien für Krisenintervention und Suizidprävention herausgegeben.
Die Leitlinien beziehen sich auf sieben Themenbereiche. Für jeden Bereich gibt es Checklisten mit „Besinnungsfragen“ sowie die Beschreibung von „Minimal-Standards“, die den Status von – inzwischen unverzichtbaren – Qualitätsstandards repräsentieren. Das in den Leitlinien zusammengefasste Erfahrungswissen kann als Basis für alle weiteren Überlegungen benutzt werden.
Sie vermittelt Kontakte zu den Beratungs- und Hilfestellen für Betroffene und deren Angehörige.
Auf internationaler Ebene ist die DGS mit ähnlich arbeitenden Gesellschaften und Institutionen vernetzt, so vor allem durch Mitgliedschaft mit der International Association for Suicide Prevention and Crisis Intervention (IASP).